# Edmonton Light Rail Transit
 (août 2009).
Si vous disposez d'ouvrages ou d'articles de référence ou si vous connaissez des sites web de qualité traitant du thème abordé ici, merci de compléter l'article en donnant les références utiles à sa vérifiabilité et en les liant à la section « Notes et références ».
Edmonton Light Rail Transit (LRT) est un système léger sur rail (SLR) à Edmonton, la capitale de la province canadienne d'Alberta. Il est géré par Edmonton Transit System (ETS), compte trois lignes et vingt-neuf stations, et mesure 37,4 kilomètres.

## Les lignes
Il y a trois lignes de système léger sur rail à Edmonton : la ligne Capital, la ligne Metro et la ligne Valley.
La ligne Capital est une ligne du nord-est au sud qui commence à la station Clareview, dessert la communauté de Clareview dans le nord-est d'Edmonton, et la ligne continue dans la direction sud-ouest vers le centre-ville. Dans le centre-ville, la ligne est dans un tunnel est-ouest, avec cinq stations. Après le centre-ville, la ligne vire au sud et traverse la rivière Saskatchewan Nord sur le pont avec deux niveaux : un niveau pour les piétons et les cyclistes et un niveau pour les trains de LRT (au-dessus du niveau pour les piétons et les cyclistes). La ligne descend dans un autre tunnel, avec une station à l'université d'Alberta avant de revenir à la surface avec une station à l'hôpital de l'Université d'Alberta. La ligne continue au sud à la station Century Park, où se termine la ligne Capital.
La nouvelle ligne Metro utilise une nouvelle antenne de la ligne Capital qui commence à la station souterraine Churchill et continue à la surface et se termine à la station NAIT, du Northern Alberta Institute of Technology. Cette antenne a trois nouvelles stations.
Le parcours de la ligne Metro est normalement de la station NAIT par la station Churchill jusqu'à la Station Health Sciences/Jubilee. Toutefois, pendant les heures de pointe le parcours de la ligne Metro peut être étendu à la station Century Park.
La ligne Capital utilise les trains de cinq voitures, mais en raison des quais courts temporaires à la station NAIT, la ligne Metro utilise les trains de trois voitures. La fréquence des trains de la ligne Capital est de cinq à dix minutes. Celle de la ligne Metro est toutes les quinze minutes,.

### Stations
Le système consiste en vingt-neuf stations. 

#### Ligne Capital
- Clareview
- Belvedere
- Coliseum (pour Rexall Place)
- Stadium (pour le stade du Commonwealth)
- Churchill (la première station dans le tunnel du centre-ville)
- Central
- Bay/Enterprise Square
- Corona
- Grandin-Government Centre (la dernière station dans le tunnel du centre-ville ; dessert l'édifice législatif d'Alberta)
- University (pour l'université d'Alberta)
- Health Sciences/Jubilee (pour l'hôpital de l'Université d'Alberta)
- McKernan/Belgravia
- South Campus/Fort Edmonton Park
- Southgate
- Century Park

#### Ligne Metro
- Blatchford Market (fermée)
- NAIT/Blatchford Market (pour Northern Alberta Institute of Technology)
- Kingsway/Royal Alex
- MacEwan

#### Ligne Valley
- 102 Street
- Churchill (point de jonction des lignes Capital et Metro)
- Quarters
- Muttart
- Strathearn
- Holyrood
- Bonnie Doon
- Avonmore
- Davies
- Millbourne/Woodvale
- Grey Nuns
- Mill Woods

## Histoire
Les travaux pour la première section de la ligne, de la station Belvedere à la station Central, ont commencé en 1974, pour une ouverture le 22 avril 1978, avec 7,2 km et 5 stations. Elle coïncidait avec les Jeux du Commonwealth de 1978. Avec l'ouverture de la ligne, Edmonton est la première ville d'Amérique du Nord avec une population de moins de 1 000 000 habitants qui ouvre un système de train léger.
Le 26 avril 1981, une extension de Belvedere à Clareview a ouvert, avec 2,2 km et une station. En juin 1983, une extension a ouvert de la station Central à la station Corona, avec 0,8 km et deux stations, et une autre extension a ouvert en septembre 1989, de Corona à Grandin, avec 0,8 km et une station. Le 23 août 1992, une extension a ouvert de Grandin à la station University, avec 1,6 km et une station.
Le 1er 2006, la ligne est prolongée de la station University à la station Health Sciences/Jubilee avec 0,6 km et une station; c'est la première phase du projet à prolonger la ligne du train léger au sud d'Edmonton. Le 26 avril 2009, la ligne est prolongée de la station Health Sciences à la station South Campus/Fort Edmonton Park, avec une station intermédiaire, McKernan/Belgravia. Le 25 avril 2010, la ligne est prolongée un autre temps de la station South Campus/Fort Edmonton Park au terminus actuel Century Park, avec une station intermédiaire, Southgate.
La ligne Metro, la seconde ligne de SLR, a été inaugurée le 6 septembre 2015.
La ligne Valley, a été inaugurée le 4 novembre 2023.

## Projets
La nouvelle ligne Valley reliera les parties sud-est et ouest d’Edmonton et sera construite en deux étapes. La première étape de 13 km, déjà en construction, reliera la partie sud-est (Mill Woods) et le centre-ville (102 Street et 102 Ave NW) et comprendra 11 arrêts et un dépôt. Les passagers pourront faire une correspondance avec les lignes Capital et Metro à la station Churchill, qui est actuellement souterraine, mais la ligne Valley passera la station Churchill sur la surface dans la rue 102 Ave NW,.
Une autre extension planifiée est le prolongement de la ligne Metro de la station NAIT au quartier nord-ouest de St. Albert.

## Matériel roulant
Maintenant, tous les trains sont du modèle Siemens-Duewag U2, utilisé aussi au métro de Francfort à Francfort-sur-le-Main en Allemagne, le C-Train à Calgary, et le tramway de San Diego à San Diego, en Californie, aux États-Unis. Il y a 37 trains Siemens-Duewag U2 en service.
Le 9 mai 2008, le premier train de type Siemens SD-160 est arrivé à Edmonton, le premier de 37 trains, pour service en 2008. Le même modèle est utilisé à Calgary, San Diego, Denver (Colorado), et Salt Lake City (Utah).
La ligne Valley utilisera le véhicule à plancher bas intégral Bombardier Flexity, qui pourra transporter 275 passagers.